# Timoleon crassipes
Timoleon crassipes is een hooiwagen uit de familie Zalmoxioidae.